# Haus Glück Auf
Das Haus Glück Auf (englisch House Gluck Auf) ist ein historisches Wohnhaus in Lüderitz in der Region ǁKaras in Namibia. Es ist seit dem 1. September 2014 ein Nationales Denkmal.
Das Haus wurde zwischen 1907 und 1908 für Karl Reinshagen errichtet. Er arbeitete als Rechtsanwalt für den Diamantenbergbau-Sektor. 1925 wurde das Gebäude vom Diamantenkonzern CDM übernommen und als Büro eingerichtet. Haus Glück Auf ist von architektonischer Besonderheit und stellt ein wichtiges Relikt der Diamantenindustrie dar.